# USS 맥커럴 (SST-1)
USS 맥커럴 (SST-1)(USS Mackerel (SST-1)) 또는 USS T-1 (SST-1)은 T-1급 잠수함의 네임쉽이다. 이 이름이 사용된 함으로는 두 번째 함이다. 함명은 고등어에서 따왔다. 1953년에서 1973년까지 운용되었다. 맥커럴은 미 해군이 건조한 잠수함 중에서 가장 작은 잠수함 중 하나이다.